# Elimelech von Lyschansk
Rabbi Elimelech von Lyschansk (geboren 1717; gestorben 1787 in Leżajsk, Polen) war ein chassidischer Rabbiner und Zaddik und einer der Begründer des Chassidismus in Galizien.

## Leben

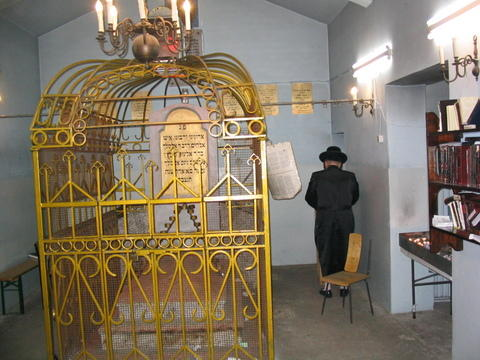
Die Grabstätte von Rabbi Elimelech von Lyschansk

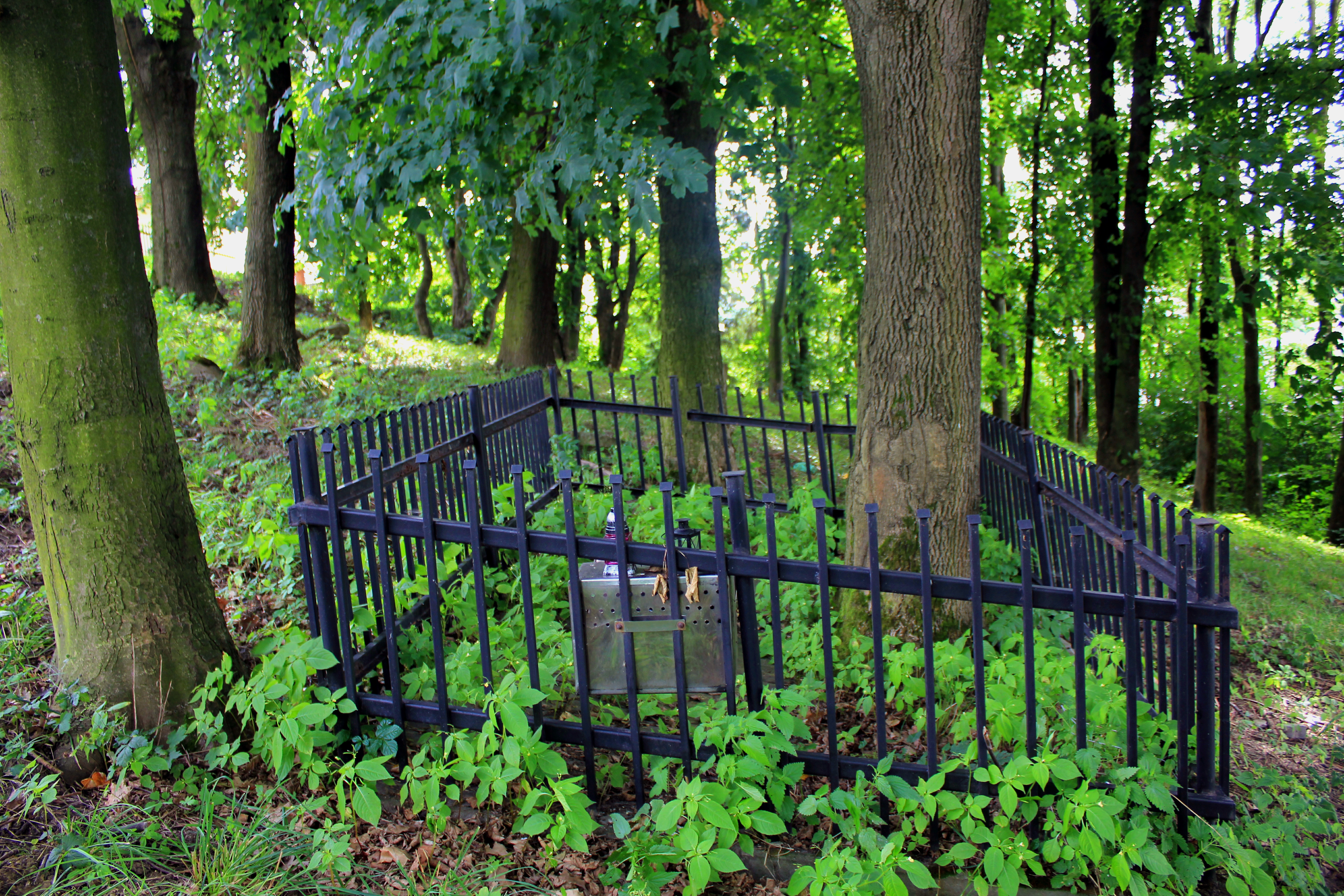
Das Grab von Rabbi Elimelechs Tochter Ester Etel Elbaum (starb 1800) auf dem Alten Jüdischen Friedhof in Frysztak im Jahre 2013

Elimelech war der Sohn von Rabbi Eleasar Lippe und ein Schüler von Dow Bär von Mesritsch. Mit seinem Bruder Sussja von Hanipol (Hannopil, Ukraine) reiste er von Dorf zu Dorf. Nach dem Tode von Dow Bär 1772 ließ er sich im galizischen Stetl Lyschansk nieder, das in der Folge zu einem wichtigen chassidischen Zentrum wurde. Er leitete einen Gerichtshof, der durch Pidjonot („Lösegelder“) finanziert wurde: ein System von internen Steuern, die dem Zaddik bezahlt wurden und denen oftmals Kwitlach („Quittungen“) beigefügt waren, auf denen die Chassidim ihre materiellen und geistigen Probleme niederschrieben in der Hoffnung, dass diese vom Zaddik gelöst würden. In seinen Briefen verteidigt sich Elimelech gegen die Vorwürfe der Mitnagdim (Gegner der Chassidim), dass die Chassidim sich in ihrer Liturgie nach dem sefardischen Ritus von Isaak Luria richten und zitiert zu seiner Unterstützung Josef Karo und Moses Isserles. Seine Grabstätte in Leżajsk ist bis heute ein Wallfahrtsziel für Anhänger des Chassidismus, insbesondere an seinem Todestag, dem 21. Adar.

## Seine Lehren
Im Gegensatz zur Ansicht, dass der Zaddik nur ein geistiger Führer sei, vertrat Elimelech die Ansicht, die Führungsaufgabe des Zaddik erstrecke sich auf alle Lebensbereiche. Der Zaddik müsse in der dialektischen Spannung zwischen Dewekut (Hingabe an Gott) und den pragmatischen, realistischen Bedürfnissen der Gesellschaft leben. Laut Elimelech verfügt der Zaddik über einen höheren geistigen Status als Seraphim und bildet die Grundlage der Welt. Die Autorität eines chassidischen Führers ergibt sich aus seinen direkten Beziehungen mit höheren Mächten, von denen er bei seinen Bemühungen um das Wohl des Einzelnen und der Gemeinschaft unterstützt wird: „Jede Äußerung des Zaddik schafft einen Engel und beeinflusst höhere Sphären“ (in seiner Predigtsammlung Noam Elimelech, Lwow 1787). Ein Übermaß an Enthusiasmus könne das Leben des Zaddik gefährden. Deshalb werde er in seiner Hingabe an Gott von diesem beruhigt, um nicht in der Ekstase seiner mystischen Erfahrungen zu sterben.
Hingabe an Gott sei kein gleichmäßiger Zustand, sondern durch Auf- und Abstiege gekennzeichnet. Im „Abstieg des Zaddik“ (hebr. Nefilat ha-zadik) legt Elimelech den Schwerpunkt auf den Abstieg zum Zwecke von Tikkun, der „Wiederherstellung der ursprünglichen göttlichen Weltordnung“. Dieser Abstieg wird als freiwilliger Prozess gesehen. Der Zaddik wisse, dass er seine Gemeinde verbessern muss und begebe sich deshalb auf ihr Niveau, um sie emporzuheben. In der Folge würden böse Gedanken sublimiert bzw. erhöht, was schließlich zur persönlichen Erlösung des Einzelnen führe. Elimelechs Antwort auf die Frage nach dem Problem des Bösen besteht in der Heiligung materieller Dinge und dem Widerstand gegen die Versuchung. Der Zaddik müsse den Dualismus zwischen Gut und Böse überwinden, indem er Böses in Gutes umwandelt. Dieser Prozess führe das Erscheinen des Messias herbei, wenn alle zu ihrer ursprünglichen Einheit zurückkehrten. Das Neue an dieser Lehre besteht in der geistigen Erneuerung des Menschen und der Offenbarung innerlicher Aspekte der Tora, die nicht am Sinai offenbart wurden. Zu den Schülern von Elimelech gehörten Jaakow Jizchak Horowitz, der „Seher von Lublin“, sowie Abraham Jehoschua Heschel von Apta.
Es scheint, dass Elimelech dem Druck des Lebens als Zaddik selbst nicht standhalten konnte; gegen Ende seines Lebens konzentrierte er sich auf die Selbstverwirklichung. Er zog sich von seinen Schülern zurück und vernachlässigte auch die geistige Führung seiner Gemeinde. Nach seinem Tod akzeptierten einige seiner Schüler seinen Bruder Sussja von Hanipol als Rabbi.

## Rezeption
Das kabarettistische jiddische Lied Der Rebbe Elimelech von Moyshe Nadir alias Isaac Reiss wurde wahrscheinlich von der historischen Figur des Elimelech von Lyschansk inspiriert.